# روث ماسون
روث ماسون (بالإنجليزية: Ruth Mason)‏ هي عالمة نبات نيوزيلندية، ولدت في 7 نوفمبر 1913 في أوكلاند في نيوزيلندا، وتوفيت في 14 مايو 1990.